# Organización territorial de Moldavia

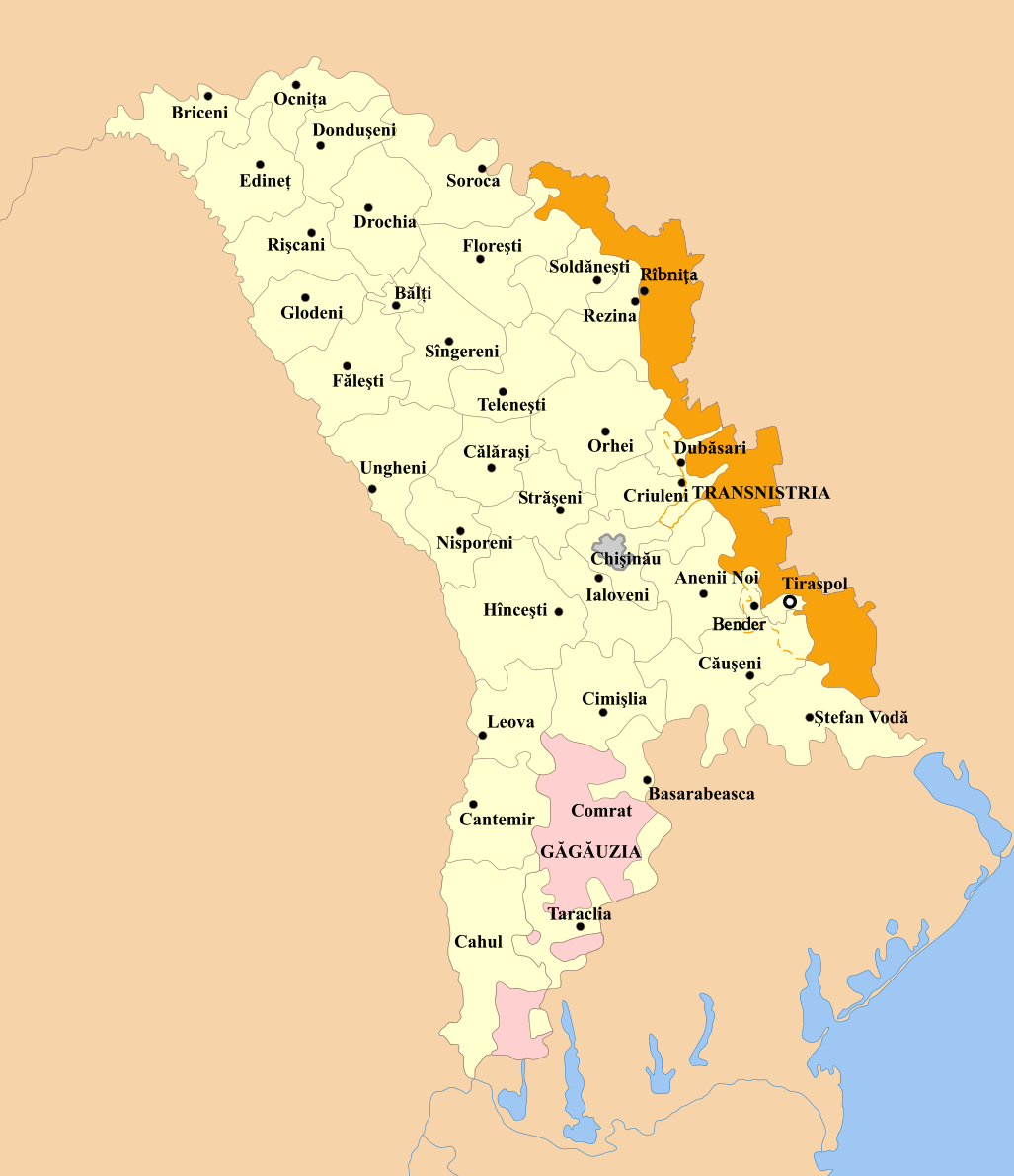
División administrativa de Moldavia.

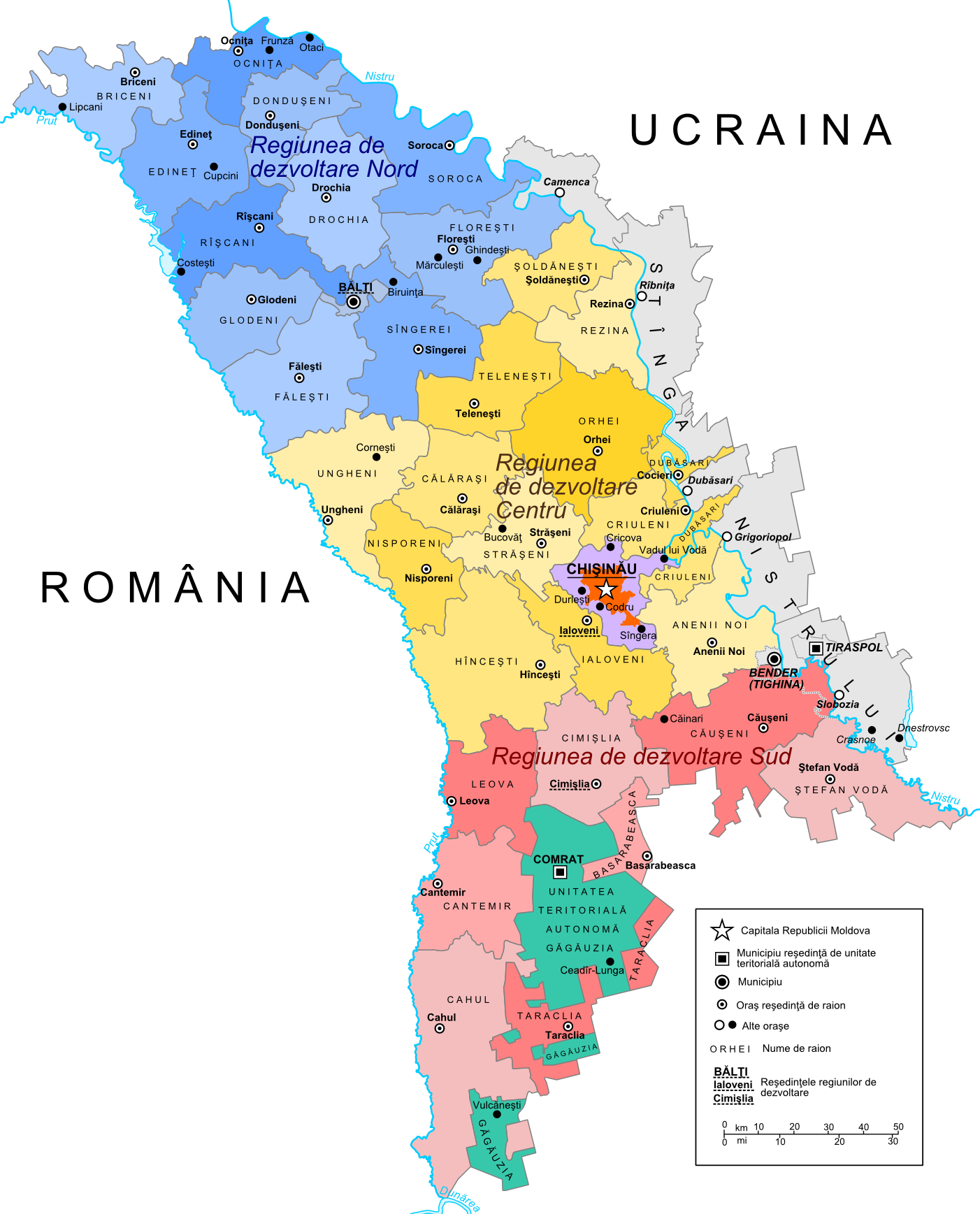
División administrativa de Moldavia (en rumano).

Desde 2003, mediante una ley aprobada el 19 de marzo de dicho año, Moldavia está dividida en treinta y dos distritos (raion; en plural raioane), tres municipios (Chisináu, Bălți y Bender) y dos regiones semiautónomas (Gagaúzia y Stânga Nistrului o Transnistria). Gagaúzia fue independiente de facto hasta 1995 cuando se reincorporo a Moldavia, mientras Transnistria es independiente de facto desde la década de 1990.
| - Anenii Noi - Bălți municipio - Basarabeasca - Briceni - Cahul - Cantemir - Călărași - Căușeni - Chisináu municipio - Cimișlia - Criuleni - Dondușeni - Drochia | - Dubăsari - Edineț - Fălești - Florești - Gagaúzia región semiautónoma - Glodeni - Hîncești - Ialoveni - Leova - Nisporeni - Ocnița - Orhei | - Rezina - Rîșcani - Sîngerei - Soroca distrito - Strășeni - Șoldănești - Ștefan Vodă - Taraclia - Telenești - Bender municipio - Stânga Nistrului (Transnistria) región semiautónoma - Ungheni |

Anteriormente, Moldavia se dividía en nueve provincias o județe, un municipio (la capital) y dos unidades territoriales autónomas.
| - Bălți provincia - Cahul provincia - Chisináu municipio - Chisináu provincia | - Edineț provincia - Gagaúzia unidad territorial autónoma - Lăpușna provincia - Orhei provincia | - Soroca provincia - Stânga Nistrului unidad territorial autónoma - Bender provincia - Ungheni provincia |

## Nota
1. ↑  Territorio de estatus político no definido.

- Datos: Q542797
- Multimedia: Subdivisions of Moldova / Q542797